# جونيور كوفي
جونيور كوفي (بالإنجليزية: Junior Coffey)‏ هو لاعب كرة قدم أمريكية أمريكي، ولد في 21 مارس 1942 في كيلي في الولايات المتحدة.

## وصلات خارجية
- جونيور كوفي على موقع مرجع كرة القدم المحترفة.كوم (الإنجليزية)